# Maîtres (natation)
La catégorie des maîtres (souvent dite « masters ») en natation sportive, natation synchronisée, plongeon, water-polo et nage en eau libre (le mot « vétéran » n'est pas utilisé) concerne les plus de 25 ans.
Les catégories s'échelonnent de cinq en cinq ans à partir de 25 ans. Le plus âgé des nageurs français était Jean Leemput, qui a été le premier nageur français de plus de 100 ans.
Il existe de nombreux clubs et des compétitions à tous les niveaux : départemental, régional, inter-clubs, national, européen et mondial.

## En France
Le premier championnat de France open des maîtres (en individuel et relais) fut organisé en 1988 à Vichy. Les nageurs doivent effectuer des minima, par tranche d'âge et course, fixés par la fédération. Un nageur ne peut s'engager au maximum qu'à cinq courses individuelles et trois relais (4 fois 50 NL hommes, femmes et mixtes ; 4 fois 50 quatre nages hommes femmes et mixtes). Deux championnats ont lieu chaque année : un en « hiver », en bassin de 25 mètres, entre février et mars ; un en « été », en bassin de 50 mètres, fin juin. Un championnat de France de nage en eau libre se déroule l'été. Un meeting national de natation synchronisée accueille le championnat de France des maîtres de cette discipline.
Il existe un championnat de France interclubs des maîtres. Après des éliminatoires régionaux, une finale nationale est organisée, regroupant les 80 meilleures équipes des éliminatoires (une équipe du club organisateur est invitée). La compétition se court sur 50, 100 et 400 NL, 50 et 100 dos, 50 et 100 brasse, 50 et 100 papillon et 200 quatre nages, plus un relais 10 fois 50 NL et un relais 4 fois 50 quatre nages.
En parallèle, il existe sur l'ensemble de la saison un circuit fédéral des maîtres regroupant un certain nombre de meetings labellisés par la fédération donnant lieu à un classement des clubs et un classement des nageurs.